# Pasternik Pierwszy
Pasternik Pierwszy – dawna osada, a dziś część osiedla Zagrody w Niepołomicach, położona w jego północno-zachodniej części. Od zachodu sąsiaduje z Pasternikiem Drugim, będącym częścią osiedla Podgrabie, od południa z Wężowcem, natomiast od zachodu ze Starym Pasternikiem.
Do 31 grudnia 2007 r. Stary Pasternik był częścią osiedla Podgrabie-Pasternik. 1 stycznia 2008 r. został przeniesiony do nowo utworzonego osiedla Zagrody.
W rejonie tym występuje jedynie zabudowa jednorodzinna.